# 리이 (가수)
리이(李逸, Lee Yee, 1952년 2월 10일 ~ 1980년 7월 27일)는 말레이시아의 가수이다. 1970년대 말레이시아 화교 사회에서 인기가 많았다. 본명은 리킴표(李金標).
학창 시절부터 가창 대회에서 두각을 나타냈으며 음반 녹음 시 발음이 만족스럽지 않으면 두 시간 동안 재녹음하는 등 완벽주의적 태도를 보였다. 1978년 콘서트 도중 과도한 무대 몰입으로 인해 졸도한 적도 있을 정도로 예술에 대한 열정이 남달랐다.
1980년 7월 27일 자정, 쿠알라룸푸르 체라스 말루리(Maluri) 정원 인근에서 친구 집으로 향하던 중 대형 오토바이 "파산호"에 치여 중상을 입었다. 17시간 동안의 수술에도 불구하고 오후 6시 45분 생을 마감했다. 당시 28세의 젊은 나이에 세상을 떠난 그의 죽음은 동남아 음악계에 큰 충격을 주었으며, 장례식에는 5만 명 이상의 추모객이 모여들었다.